# Heinrich Knust

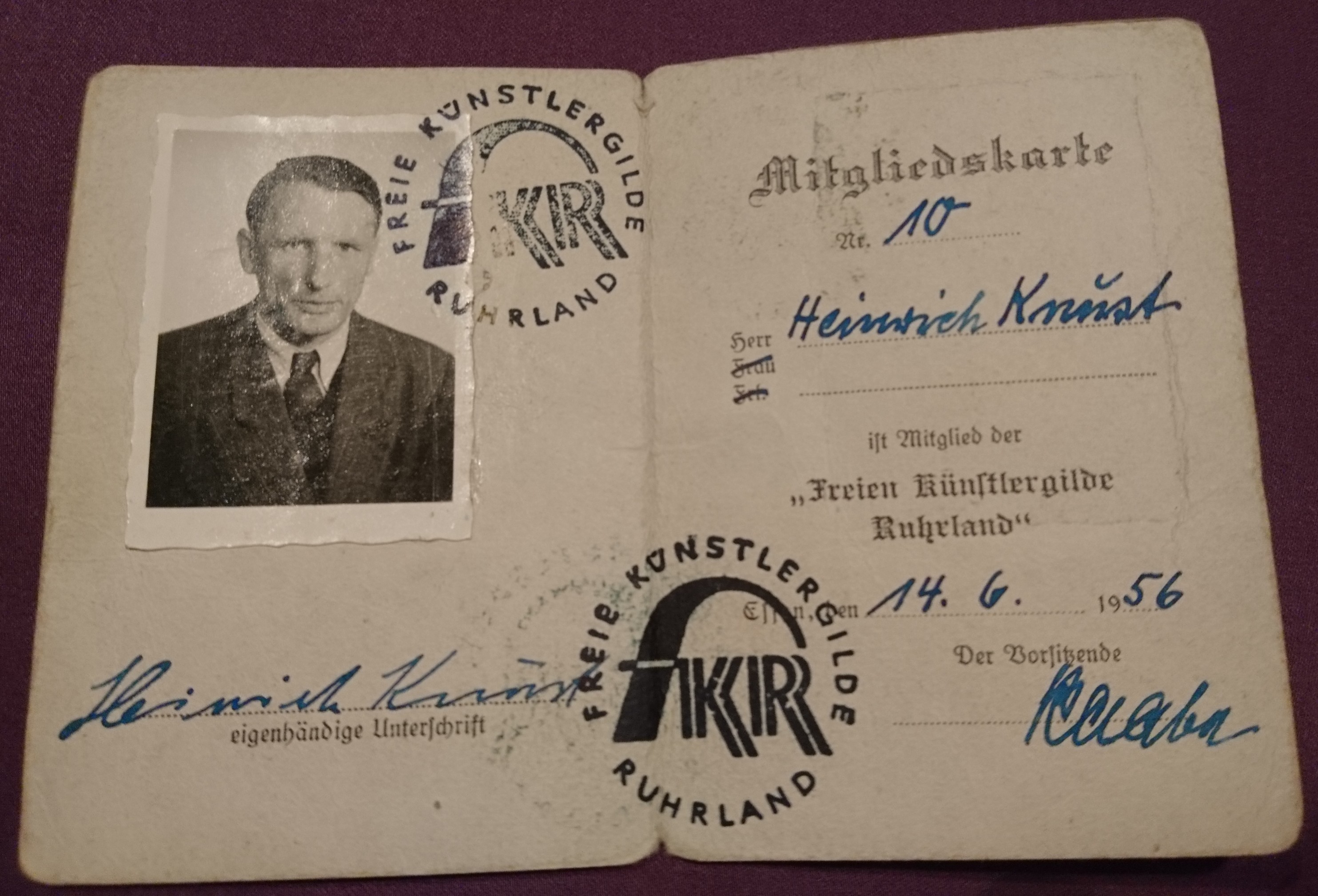
Heinrich Knusts Mitgliedskarte der „Freien Künstlergilde Ruhrland“

Heinrich Knust (auch: Heini Knust, * 24. März 1907 in Essen; † 28. Juni 1988 ebenda) war ein deutscher Maler.

## Leben
Heinrich Knust war das vierte von sieben Kindern eines Drehers der Krupp-Werke. 1921 begann er eine Ausbildung als technischer Zeichner im Lokomotivbau bei Krupp.
Er verließ das Unternehmen 1925 und verbrachte die Zeit bis 1933 teils in Essen, teils als „Kolpingbruder“ auf Wanderschaft durch Deutschland und Österreich und schließlich in einem staatlichen Arbeitslager. In Essen besuchte er Kurse der Folkwangschule und arbeitete in den Kunstwerkstätten Margarethenhöhe zusammen mit dem Maler Kettelhoe. Während der Wanderschaft zählte das Malen von Bauernhöfen zu seinen Einnahmequellen.
Von 1933 bis 1945 arbeitete er wieder als technischer Zeichner beim kriegswichtigen Unternehmen Krupp.
Ab 1945 widmete er sich ausschließlich der Malerei und war mindestens zwischen 1941 und 1957 auf Kunstausstellungen vertreten. Er lebte alleine, zunehmend zurückgezogen und unter weitgehendem Verzicht auf Nachrichtenmedien (Ausnahme Unsere Zeit). Sein künstlerisches Schaffen endete vermutlich in den 1970er Jahren.

## Werk
Heinrich Knust signierte in gut leserlicher Druckschrift, z. B. "H. Knust 59" mit Jahreszahl.

### Übersicht
Heinrich Knust schuf hauptsächlich Federzeichnungen sowie Ölbilder und Aquarelle. Er hat zwei Bilderverzeichnisse hinterlassen und einige Hundert Werke an Verwandte vererbt. Über den Verbleib weiterer Werke finden sich in einem der Werkeverzeichnisse Anmerkungen zu Verkäufen, Geschenken und Vernichtung („Am 12.12.44 d.Bomb.v.“, etwa 50 Mal).
Ein Teil seiner Bilder sind Kopien, die meisten sind eigene Werke. Das Bilderverzeichnis mit dem Titelzusatz „1933–1966“ erhält, nach Maltechniken sortiert, knapp 340 Ölgemälde von 1933 bis 1966, etwa 270 Aquarelle etc. von 1926 nur bis 1952 und nur knapp 60 der zahlreichen Bleistift- oder Federzeichnungen, von 1919 nur bis 1934. Das andere Bilderverzeichnis ist nummeriert und nach Datum bzw. Jahreszahl sortiert. Es beginnt mit Blei- und Federzeichnungen des Zwölfjährigen, ab 1930 erste Ölzeichnungen (ab Nr. 76) und endet mit vier Aquarellen (Nr. 2098 bis 2101): zwei Landschaft bei Haaren (1969) und zwei Blick aus dem Fenster (1973).

### Stil, Motive
Heinrich Knusts Bilder zeichnen sich durch große Realität aus. Er malte hauptsächlich gegenständliche Motive, aber auch Porträts. Angesichts der schlechten finanziellen Lage des Künstlers, mit einem nur kurzen Berufsleben als technischer Zeichner, ist es naheliegend zu vermuten, dass bei den Porträts die Verkaufbarkeit an die dargestellte Person bei der Motivwahl im Vordergrund stand. Ähnlich bei Zeichnungen von Bauernhöfen.
Bei den gegenständlichen Motiven, die den weitaus größten Teil seines Werkes ausmachen, gibt es einige Stillleben und viele Landschaften: ländliche Motive, „dörfliche“ Architektur (Borbeck, Kettwig, Werden und weiter) und Industriemotive (Zechen, Industriehafen).
In nur kleiner Zahl, aber mit mehr Gewicht auf Ausstellungen und bei Kunstbesprechungen, hat er auch Motive aus dem Inneren von Industriebetrieben gemalt. Bekannt sind die Ölgemälde Schmiedehammer und Dampfpresse aus dem Jahr 1952, als er schon lange nicht mehr in der Metallindustrie arbeitete. Ein früheres Beispiel ist die Zeichnung Feinblechwalzwerk (Krupp, Duo Edelstahl) aus dem Jahr 1935. Dargestellt sind in allen Fällen gewaltige Maschinen und die daran tätigen Arbeiter.
Die Essener Metallindustrie war ein strategisches Ziel für Luftangriffe im Zweiten Weltkrieg. Das Motiv Nach dem Bombenwurf (mehrere Versionen, 1946) hält die nächtliche Dramatik der Verwüstung fest und ist in der Wirkung auf den Betrachter grundverschieden von den ruhigen Motiven des restlichen Werkes.
Vereinzelt finden sich in den Bildverzeichnissen weitere Titel mit Bezug zum Zeitgeschehen, z. B. Der Leidensweg d.Kz.-Häftlinge (Nr. 637, Blei, 8. April 1946) und Die Geburt der S.A. (Kol.Fed., 13. Januar 1951), deren Verbleib nicht bekannt ist.

### Öffentlichkeit
1941 stellte Heinrich Knust auf der Weihnachtsausstellung des Folkwangmuseums aus, 1952 auf der Kunstausstellung Eisen und Stahl in Düsseldorf und 1957 auf der Jahresausstellung der Freien Künstlergilde Ruhrland im Anglo-German Centre „Die Brücke“ in Essen.
Im vom Künstler hinterlassenen Bilderverzeichnis und in undatierten Zeitungsschnipseln finden sich Hinweise auf weitere Ausstellungen.
Die Pariser La Revue Moderne hat im Herbst 1955 für ihre „Juryfreie 56 Ausstellung Malerei-Grafik-Plastik in Essen ubersicht“ einen Artikel über Heinrich Knust zur Veröffentlichung vorbereitet, mit Klischees von Schmiedepresse und Nach dem Bombenangriff.